# Saison 5 de Nip/Tuck
 (février 2017).
Si vous disposez d'ouvrages ou d'articles de référence ou si vous connaissez des sites web de qualité traitant du thème abordé ici, merci de compléter l'article en donnant les références utiles à sa vérifiabilité et en les liant à la section « Notes et références ».
Chronologie
Saison 4 Saison 6
Cet article présente les vingt-deux épisodes de la cinquième saison, en deux parties en raison de la Grève de la Writers Guild of America de 2007, de la série télévisée américaine Nip/Tuck.

## Distribution

### Acteurs principaux
- Dylan Walsh (VF : William Coryn): Dr Sean McNamara
- Julian McMahon (VF : Arnaud Arbessier) : Dr Christian Troy
- John Hensley (VF : Vincent Barazzoni) : Matt McNamara
- Roma Maffia (VF : Frédérique Cantrel) : Liz Cruz
- Kelly Carlson (VF : Murielle Naigeon)  : Kimber Henry
- Joely Richardson (VF : Laurence Dourlens) : Julia McNamara

### Acteurs récurrents
- Oliver Platt (VF : Jean-Loup Horwitz) : Freddy Prune
- Bradley Cooper (VF : Damien Boisseau) : Aiden Stone
- Paula Marshall (VF : Laura Blanc) : Kate Tinsley
- Jennifer Coolidge (VF : Hélène Chanson) : Candy Richards
- Lauren Hutton (VF : Monique Nevers) : Fiona McNeil
- Portia de Rossi (VF : Nathalie Régnier) : Olivia Lord
- AnnaLynne McCord (VF : Aurélie Nollet) : Eden Lord
- Rosie O'Donnell (VF : Brigitte Virtudes) : Dawn Budge
- Jessalyn Gilsig (VF : Rafaèle Moutier) : Gina Russo
- Maggie Siff (VF : Cathy Diraison) : Rachel Ben Natan
- Sharon Gless (VF : Michèle Bardollet) : Colleen Rose
- John Schneider (VF : Patrick Béthune) : Ram Peters
- Adhir Kalyan (VF : Hervé Grull) : Raj Paresh
- Katee Sackhoff (VF : Ariane Deviègue) : Theodora Rowe

## Épisodes
| N° | #        | Titre                                              | Réalisation        | Scénario                     | Première diffusion                   |          |          |
| Partie 1 | Partie 1 | Partie 1                                           | Partie 1           | Partie 1                     | Partie 1                             | Partie 1 | Partie 1 |
| --- | -------- | -------------------------------------------------- | ------------------ | ---------------------------- | ------------------------------------ | -------- | -------- |
| 60 | 1        | Cœurs et Scalpels Carly Summers                    | Charles Haid       | Ryan Murphy                  | États-Unis : 30 octobre 2007 sur FX  |          |          |
| Sean McNamara et Christian Troy ont quitté Miami pour s'installer et repartir à zéro à Los Angeles mais la clientèle se fait rare. Sur le conseil d'une publicitaire, ils décident de passer à la télé, dans une série télévisée, pour se faire connaître. |          |                                                    |                    |                              |                                      |          |          |
| 61 | 2        | La Guerre des blondes Joyce & Sharon Monroe        | Charles Haid       | Ryan Murphy                  | États-Unis : 6 novembre 2007 sur FX  |          |          |
| Sean est devenu célèbre, ce qui agace son ami Christian qui décide de poser nu pour attirer la clientèle. Julia leur annonce qu'elle a rencontré quelqu'un, une femme avec qui elle est en couple, et que c'est du sérieux. Pendant ce temps, une sosie de Marilyn Monroe subit une intervention pour rester dans la concurrence.                                                                                     |          |                                                    |                    |                              |                                      |          |          |
| 62 | 3        | Le Jardin d'Eden Everett Poe                       | Richard Levine     | Lyn Greene et Richard Levine | États-Unis : 13 novembre 2007 sur FX |          |          |
| Séparé de Kimber, Matt débarque à Los Angeles avec sa fille alors que Julia annonce à Annie qu'elle est en couple avec Olivia, ce qu'elle ne peut pas accepter. Christian pense que son amour pour les femmes est éphémère et tente de la convaincre qu'elle serait plus heureuse avec lui. |          |                                                    |                    |                              |                                      |          |          |
| 63 | 4        | Sang froid Dawn Budge II                           | Charles Haid       | Jennifer Salt                | États-Unis : 20 novembre 2007 sur FX |          |          |
| Dawn Budge refait son apparition et demande à être opérée à la suite d'une attaque d'aigle lorsqu'elle a fait du deltaplane. Pendant ce temps, Annie est renvoyée de son école et demande à son père une liposuccion. Sean, en couple avec Kate, pense qu'Eden, la fille d'Olivia, influence Annie dans ses choix et dans son comportement.                                                                           |          |                                                    |                    |                              |                                      |          |          |
| 64 | 5        | Les Lois de l'attraction Chaz Darling              | Sean Jablonski     | Sean Jablonski               | États-Unis : 27 novembre 2007 sur FX |          |          |
| Fortement attiré par Eden, Sean tente de l'oublier en organisant ses fiançailles avec Kate. Christian est également manipulé par Eden pour qu'il opère gratuitement un de ses amis alors que Matt et Kimber, tous les deux drogués, sont prêts à tout pour se payer des amphétamines. |          |                                                    |                    |                              |                                      |          |          |
| 65 | 6        | Plastic Fantastic Damien Sands                     | Charles Haid       | Hank Chilton                 | États-Unis : 4 décembre 2007 sur FX  |          |          |
| Toujours aussi jaloux de la célébrité de son ami Sean, Christian le convainc d'apparaître dans une télé-réalité basée sur leur métier de chirurgien plasticien. Julia soupçonne Liz d'être attirée par Olivia. Christian, amoureux de Julia, lui apprend qu'elles se sont embrassées. Eden fait son retour. |          |                                                    |                    |                              |                                      |          |          |
| 66 | 7        | La vérité est ailleurs Dr. Joshua Lee              | Brad Falchuk       | Brad Falchuk                 | États-Unis : 11 décembre 2007 sur FX |          |          |
| Alors qu'un docteur est persuadé d'avoir été enlevé par des extra-terrestres qui auraient implanté en lui une puce, Sean découvre que son fils et Kimber sont des drogués et couche finalement avec Eden. Pendant ce temps, Julia et Olivia sont victimes d'une agression. |          |                                                    |                    |                              |                                      |          |          |
| 67 | 8        | L'Esprit de Noël Duke Collins                      | Elodie Keene       | Lyn Greene et Richard Levine | États-Unis : 18 décembre 2007 sur FX |          |          |
| Matt est blessé dans un incendie, brûlé et hospitalisé. Sean, Christian et Julia fêtent Noël ensemble. Le premier découvre les sentiments forts réciproques entre son ami et son ex femme. |          |                                                    |                    |                              |                                      |          |          |
| 68 | 9        | Pardonner l'impardonnable Rachel Ben Natan         | Charles Haid       | Jennifer Salt                | États-Unis : 15 janvier 2008 sur FX  |          |          |
| Amoureuse de Christian, Julia tente de l'avouer à sa petite amie Olivia. Sean engage Gina pour un poste de secrétaire dans la cabinet pour qu'elle séduise Christian, un plan censé briser l'amour entre lui et Julia. Matt a rencontré une jeune femme souffrante. |          |                                                    |                    |                              |                                      |          |          |
| 69 | 10       | C'est ça l'amour Magda & Jeff                      | Craig Zisk         | Hank Chilton                 | États-Unis : 22 janvier 2008 sur FX  |          |          |
| Julia craint d'être contaminée par le SIDA. Christian s'interroge sur le déménagement de Gina à Los Angeles. Sean est pris sous l'aile d'une agent, Colleen Rose, qui voit en lui un grand avenir à la télévision. |          |                                                    |                    |                              |                                      |          |          |
| 70 | 11       | Le Virus de la célébrité Kyle Ainge                | Dirk Wallace Craft | Brad Falchuk et Hank Chilton | États-Unis : 29 janvier 2008 sur FX  |          |          |
| Gina est décédée lors d'un rapport sexuel avec Christian. Il essaye d'apprendre à son fils Wilbur la mort de sa mère. Colleen Rose, l'agent de Sean, s'avère être dangereuse et obsédée par Sean, qu'elle admire follement. |          |                                                    |                    |                              |                                      |          |          |
| 71 | 12       | Michel-Ange des temps modernes Lulu Grandiron      | Brad Falchuk       | Brad Falchuk                 | États-Unis : 5 février 2008 sur FX   |          |          |
| Sean découvre qu'Eden s'est lancée dans le porno avec Kimber. En tentant de l'aider à s'en sortir, il découvre que son agent Colleen est prête à tout pour le garder rien que pour elle. Quant à Christian, il devient un gigolo en couchant avec des femmes riches et mûres en manque de jeunesse et de virilité. |          |                                                    |                    |                              |                                      |          |          |
| 72 | 13       | La Lettre écarlate August Walden                   | Sean Jablonski     | Sean Jablonski               | États-Unis : 12 février 2008 sur FX  |          |          |
| Sean fait la connaissance d'un critique de cinéma qui l'a lynché dans un texte et réputé pour son cynisme envers Hollywood. Christian se sépare de Julia qui découvre l'origine de sa maladie. |          |                                                    |                    |                              |                                      |          |          |
| 73 | 14       | Éternel recommencement Candy Richards              | Richard Levine     | Jennifer Salt                | États-Unis : 19 février 2008 sur FX  |          |          |
| Julia s'est fait tirer dessus par Eden et est plongée dans le coma ; à son réveil, elle est amnésique. Annie est également admise aux urgences après un accident dû aux paparazzis. Le FBI recherche toujours Colleen qui harcèle Sean. |          |                                                    |                    |                              |                                      |          |          |
| Partie 2 |          |                                                    |                    |                              |                                      |          |          |
| 74 | 15       | Le Sein du Saint Ronnie Chase                      | Brad Falchuk       | Ryan Murphy                  | États-Unis : 6 janvier 2009 sur FX   |          |          |
| Quelques mois plus tard, après son agression, Sean a du mal à se remettre de ses blessures, poignardé à plusieurs reprises dans le dos par Colleen Rose, il est en fauteuil et donne des leçons de chirurgie à des étudiants en médecine. Christian découvre qu'il est atteint d'un cancer d'un de ses seins. |          |                                                    |                    |                              |                                      |          |          |
| 75 | 16       | Chakra thérapie Gene Shelly                        | Richard Levine     | Lyn Greene et Richard Levine | États-Unis : 13 janvier 2009 sur FX  |          |          |
| Malade à cause de la chimiothérapie, Christian, affaibli par son cancer, se rapproche de Liz qui s'occupe de lui. Pendant ce temps Sean qui fait semblant de ne pas pouvoir marcher, sort avec une de ses étudiantes. Julia retrouve peu a peu la mémoire. |          |                                                    |                    |                              |                                      |          |          |
| 76 | 17       | Tragédie grecque Roxy St. James                    | Lyn Greene         | Jennifer Salt                | États-Unis : 27 janvier 2009 sur FX  |          |          |
| Christian rencontre une femme qui veut se faire une ablation de la poitrine, craignant être malade d'un cancer comme sa mère et sa sœur. Olivia veut rajeunir pour plaire à Julia mais malheureusement tout ne se passe pas comme prévu pendant l'opération. La relation amicale entre Christian et Liz devient amoureuse, les deux devenant plus proches depuis la découverte du premier de son cancer.              |          |                                                    |                    |                              |                                      |          |          |
| 77 | 18       | Sous influence Ricky Wells                         | John Stuart Scott  | Brad Falchuk                 | États-Unis : 3 février 2009 sur FX   |          |          |
| Sean sympathise de plus en plus avec son stagiaire Raj, ce qui déplaît à son fils Matt qui se montre jaloux de leur relation père-fils. La relation entre Christian et Liz se détériore, la seconde voulant notamment repartir à Miami après s'être disputé avec lui. |          |                                                    |                    |                              |                                      |          |          |
| 78 | 19       | Maîtres chanteurs Manny Skeritt                    | Dirk Wallace Craft | Ryan Murphy                  | États-Unis : 10 février 2009 sur FX  |          |          |
| Aidan Stone, acteur de la série Coeurs et Scalpels, souhaite écrire un film sur la vie de Sean. Après le départ de Liz, Sean engage également une nouvelle anesthésiste qui le trouble. Kimber demande à Christian d'injecter du botox dans le visage de sa fille Jenna pour qu'elle devienne un bébé mannequin. |          |                                                    |                    |                              |                                      |          |          |
| 79 | 20       | Pour le meilleur et pour le pire Budi Sabri        | Hank Chilton       | Hank Chilton et Ryan Murphy  | États-Unis : 17 février 2009 sur FX  |          |          |
| Sean et Teddy, la nouvelle anesthésiste, poursuivent leur relation alors que Christian découvre qu'il lui reste 6 mois à vivre. Un « homme-arbre » leur demande de le rendre normal aux yeux des autres. |          |                                                    |                    |                              |                                      |          |          |
| 80 | 21       | Objectum sexualité Allegra Caldarello              | Sean Jablonski     | Sean Jablonski               | États-Unis : 24 février 2009 sur FX  |          |          |
| Liz accepte d'épouser Christian avant qu'il ne meure. Il fait tout pour que sa famille soit en sécurité après son décès et engage un nouveau chirurgien pour qu'il travaille avec Sean. |          |                                                    |                    |                              |                                      |          |          |
| 81 | 22       | Vie éternelle Giselle Blaylock and Legend Chandler | Lyn Greene         | Lyn Greene et Richard Levine | États-Unis : 3 mars 2009 sur FX      |          |          |
| Effrayé de mourir et voulant être immortel, Christian souhaite être cryogénisé après son mariage. Kimber, toujours amoureuse de Christian, est effondrée en apprenant son union avec Liz. Sean est de plus en plus intrigué par Teddy, qui mène une double vie. Après avoir épousé Liz, Christian apprend qu'il n'a aucun cancer, son médecin s'étant trompé de dossier lorsqu'il lui a annoncé la mauvaise nouvelle. |          |                                                    |                    |                              |                                      |          |          |